# Nils Vigeland
Nils Vigeland (* 1950 in Buffalo) ist ein US-amerikanischer Komponist, Pianist und Musikpädagoge.

## Leben
Vigeland debütierte 1969 als Pianist mit dem Buffalo Philharmonic Orchestra unter Leitung von Lukas Foss. Er studierte bis 1972 bei Foss am Harvard College Komposition, danach an der State University of New York at Buffalo Klavier bei Yvar Mikhashoff und Komposition bei Morton Feldman.
Er leitete acht Jahre lang das Bowery Ensemble mit dem er bei jährlichen Konzertreihen an der Cooper Union mehr als dreißig Werke zeitgenössischer Komponisten wie John Cage, Jo Kondo, Pauline Oliveros und Dane Rudhyar uraufführte. Mit dem Perkussionisten Jan Williams und dem Flötisten Eberhard Blum spielte er Kompositionen Feldmans ein, die dieser dem Ensemble gewidmet hatte.
Mit dem Orchesterwerk My Father’s Song (uraufgeführt vom Brooklyn Philharmonic Orchestra) gewann Vigeland 1989 den Rose Price. 1992 erhielt er einen Kompositionsauftrag der English National Opera für die Kammeroper False Love True Love (nach Motiven aus Charlotte Brontës Jane Eyre), die am Almeida Theatre in London uraufgeführt wurde. 
Seit 1984 unterrichtet Vigeland Komposition und Musiktheorie an der Manhattan School of Music. 2010 war er Composer in Residence des Contemporay Past music Festival, bei dem die Uraufführung seines Werkes Summer Harbor with Circle Dance stattfand.